# Li Nan (narciarka dowolna)
Li Nan (chiń. 李楠; ur. 3 marca 1992 w Changchunie) – chińska narciarka dowolna specjalizująca się w jeździe po muldach, olimpijka z Pekinu 2022.

## Udział w zawodach międzynarodowych
| Impreza            | Rok  | Gospodarz  | Konkurencja    | Miejsce |                      |      |       |       |     |
| ------------------ | ---- | ---------- | -------------- | ------- | -------------------- | ---- | ----- | ----- | --- |
| Impreza            | Rok  | Gospodarz  | Konkurencja    | Miejsce | Igrzyska olimpijskie | 2022 | Pekin | muldy | 25. |
| Mistrzostwa świata | 2009 | Inawashiro | muldy          | 26.     |                      |      |       |       |     |
| Mistrzostwa świata | 2009 | Inawashiro | muldy podwójne | 29.     |                      |      |       |       |     |